# Lorenzo Sebastiani
Lorenzo Sebastiani (L'Aquila, 28 settembre 1988 – L'Aquila, 6 aprile 2009) è stato un rugbista a 15 italiano, all'epoca della prematura morte militante nel L’Aquila nel ruolo di pilone.

## Biografia
Nativo dell'Aquila, crebbe nelle giovanili del locale club.
Esordiente in Nazionale U-18 nel 2005, con essa partecipò al campionato FIRA di categoria giungendo fino al terzo posto finale; successivamente, con l'Under-19, vinse la divisione B del campionato del mondo di categoria.
Il 23 dicembre 2007 esordì in serie A1 contro il Badia.
Morì nel crollo dell'abitazione in cui si trovava, ospite di alcuni amici, avvenuto a causa del terremoto che colpì L'Aquila il 6 aprile 2009.
Alla memoria di Sebastiani è stato intitolato dalla Federazione Italiana Rugby il ramo centro-meridionale dell'Accademia Federale Under-18, che ha sede a Roma, presso il centro sportivo delle Fiamme Oro a Ponte Galeria.